# Nyodes mochlosema
Nyodes mochlosema là một loài bướm đêm trong họ Noctuidae.